# Tat'jana Bulach Gardina
Tat'jana Dmitrievna Bulach Gardina (Pietroburgo, 9 settembre 1904 – Leningrado, 13 maggio 1973) è stata un'attrice e poetessa sovietica.

## Biografia
Figlia di un medico militare, già bambina si esibiva negli ospedali che curavano i feriti della prima guerra mondiale. Studiò poi alla scuola di teatro diretta da Evtichij Pavlovič Karpov e Vera Arkad'evna Mičurina-Samojlova.
Nel 1927 esordì nel cinema con una parte nel film Kastus' Kalinovskij di Vladimir Gardin, col quale si sposò in quello stesso anno. Recitò in altri quattro film, fino al 1933, rimanendo quella teatrale la sua principale attività di attrice. Il suo matrimonio non sembra essere stato felice, almeno per lei, se dieci anni dopo scriveva: « La mancanza di esperienza nella vita mi ha portato a un'irreparabile, amara delusione. Pensavo che un uomo di cinquant'anni, avendo sposato una giovane, l'avrebbe amata e desiderata quanto lei per il resto dei suoi giorni. Non è stato così. E la fine del desiderio produce alienazione e freddezza ».  
Durante la seconda guerra mondiale, insieme col marito, si esibì in molte centinaia di spettacoli per le truppe al fronte. In particolare fu presente a Leningrado durante il lungo assedio della città. Insieme con Vladimir Gardin scrisse il libro La vita e il lavoro dell'artista, pubblicato nel 1960. 
Fu anche autrice di poesie, pubblicate nel 1937. Altre poesie scrisse nel suo diario, una parte del quale è stata pubblicata nel 2011 con il titolo Il mondo dell'arte in una casa di via Potemskaja. 
Morì nel 1973 e fu sepolta nel cimitero Bogoslovskoe di Leningrado, accanto al marito, deceduto otto anni prima, e al fratello Gleb.

## Filmografia
- Kastus' Kalinovskij, 1927
- Quattrocento milioni, 1928
- La canzone della primavera, 1929
- Il sangue della terra, 1931
- Iuduška Golovlёv, 1933